# Tétras de Franklin
Falcipennis franklinii
Espèce
Synonymes
- Falcipennis canadensis franklinii (Douglas, 1829)[1]

Statut de conservation UICN

 LC  : Préoccupation mineure
Le Tétras de Franklin (Falcipennis franklinii) est une espèce d'oiseaux tétras de la famille des Phasianidae présente en Amérique du Nord.

## Étymologie
Son nom spécifique, franklinii, lui a été donné en l'honneur du John Franklin, capitaine de l'expédition arctique.

## Publication originale
- (en) David Douglas, « Observations on some species of the genera Tetrao and Ortyx, natives of North America with descriptions of four new species of the former, and two of the latter genus », Transactions of the Linnean Society of London, vol. 16, no 1,‎ 1828, p. 133–149 (ISSN 1945-9432, 1945-9335 et 1945-9432, DOI 10.5962/BHL.TITLE.37945, lire en ligne).